# Sammelsteinfrucht
| Sammelsteinfrüchte                                   |
| ---------------------------------------------------- |
| Sammelsteinfrucht der Moltebeere (Rubus chamaemorus) |

Die Sammelsteinfrucht ist eine spezielle Fruchtform, bei der sich entlang der vorgewölbten Blütenachse aus den zahlreichen Fruchtblättern je eine kleine Steinfrucht entwickelt. Diese einzelnen Steinfrüchte haften untereinander zusammen und bilden dadurch die Sammelsteinfrucht, die sich bei Fruchtreife in der Regel als Gesamtes ablöst. Diese Fruchtform kommt hauptsächlich bei Pflanzen der Gattung Rubus vor.
Zu den Sammelsteinfrüchten zählen
- Brombeere (Rubus sectio Rubus)
- Himbeere (Rubus idaeus)
- Japanische Weinbeere (Rubus phoenicolasius)
- Moltebeere (Rubus chamaemorus)
- Kratzbeere (Rubus caesius)
- Asiatischer Blüten-Hartriegel (Cornus kousa)